# 空城計

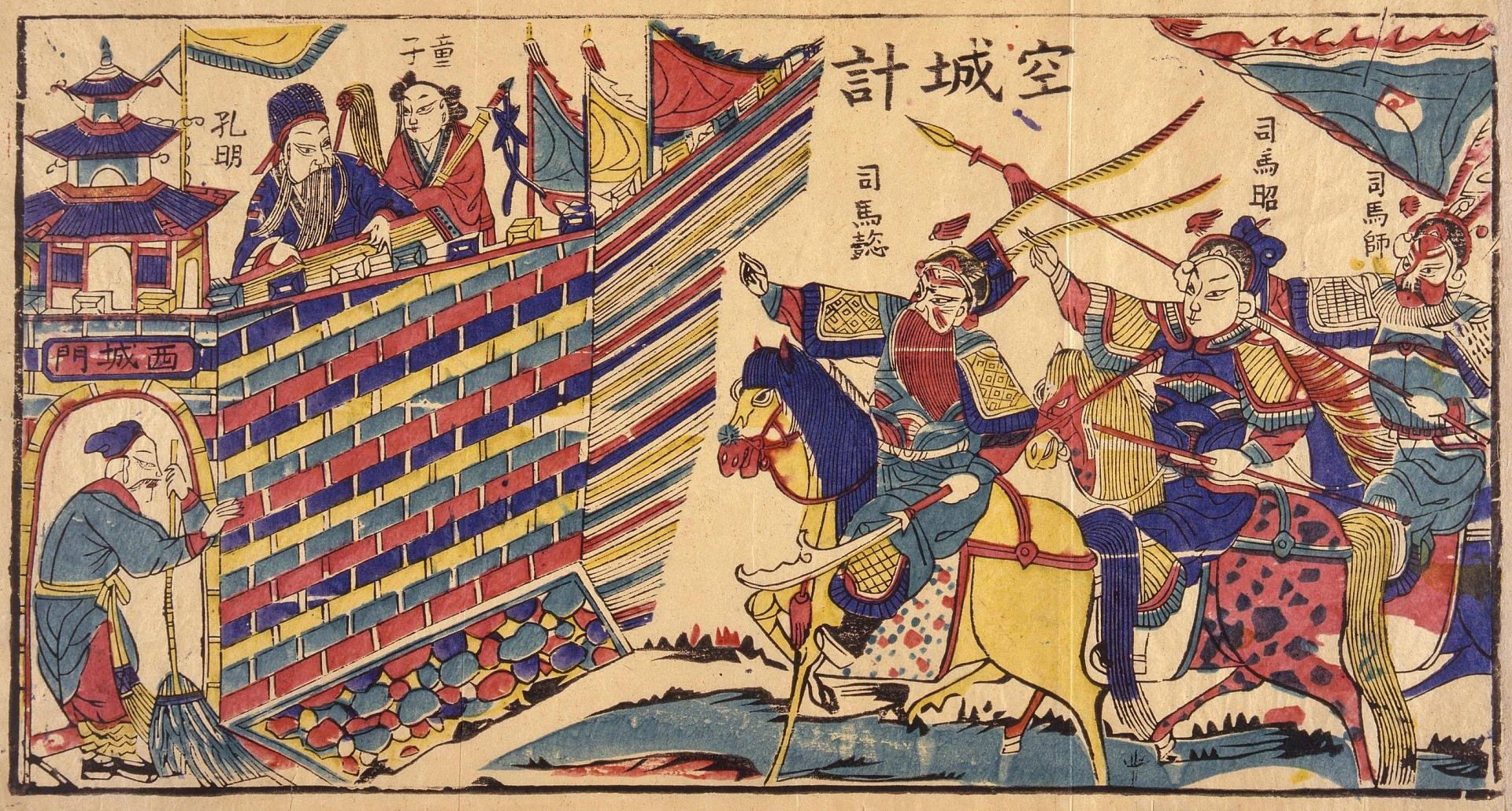

空城計是三十六計中的第三十二計，是一種以虛敵實的心理戰術。在緊急關頭，以大膽的冒險行動來造成敵人錯誤判斷，經常能夠達到排難解危的目的。空城計中所含的這種謀略思想，古人不僅用於守城，也用於敵眾我寡之遭遇戰。作為一種心理戰術，它不是用實力來戰勝敵人，而是透過研究敵人主帥的心理活動，以謀勝敵，驚退敵兵。使用時，必須要有足夠的膽量。包括虞詡、趙雲、曹操、祖珽等人皆使用過。三國演義虛構情節中諸葛亮也曾經使用過。

## 中國歷史

### 叔詹
正史中最早出現之空城計為春秋時代楚國令尹子元以兵車六百乘進攻鄭國，兵臨鄭都城下，鄭國大夫叔詹便大膽使用空城計，楚國軍隊見鄭都內城之閘門都沒有放下，議論一陣後撤退。（《s:春秋左氏傳/莊公#莊公二十八年》）。

### 趙雲
三國時代的漢水之戰，曹操在北山下運糧，黃忠出兵奪取，但過了約定的期限還不返回。趙雲便率領數十騎出營尋找，卻正好遇上曹操大軍，並被其包圍。趙雲領兵突圍衝陣，一面戰鬥，一面退卻。曹兵再次集合，追至趙雲軍營。趙雲入營後便下令大開營門，偃旗息鼓。曹軍懷疑有伏兵便退卻，豈料在撤退時，趙雲軍忽然雷鼓震天，用勁弩從後射殺曹兵。曹兵慌張害怕，自相踐踏，墮進漢水而死者甚多。

### 曹操
而曹操自身也有用過空城計，西元195年，當時呂布派兵約萬餘人進攻曹操，武帝本紀寫「時太祖兵少，設伏，縱奇兵擊，大破之。」
而裴松之注引之魏書更明確記載:「於是兵皆出取麥，在者不能千人，屯營不固。太祖乃令婦人守陴，悉兵拒之。屯西有大堤，其南樹木幽深。布疑有伏，乃相謂曰：「曹操多譎，勿入伏中。」引軍屯南十餘裏。明日復來，太祖隱兵堤裏，出半兵堤外。布益進，乃令輕兵挑戰，既合，伏兵乃悉乘堤，步騎並進，大破之，獲其鼓車，追至其營而還。」
當時曹操派大部分兵力收割麥草，剩下不到千人留守，於是曹操命婦人也加入防守，當時曹操屯營的西邊有大堤防，南方樹木幽遠深長。呂布懷疑有埋伏，便對旁人說：「曹操多詭計，不要中了埋伏。」於是引軍退至曹營南方。隔日再來，曹操軍有備，埋伏一半兵力在堤防內側，另一半在外側。呂布進攻，派輕裝士兵挑戰，結果被曹軍包圍，曹軍步騎兵同時進攻，大破呂布軍，奪取鼓車，追到呂布軍的營寨才退回。

### 文聘
三國時代初，曹魏將領文聘曾經在沔口防守，當時孫權五萬大軍圍攻石陽，形勢危急，文聘堅守不動。圍城二十多日後，孫權惟有撤出，文聘乘機追上並大敗吳軍。《魏略》则记载文聘因城墙被雨淋坏，不及修补，便命城中人躲起来，自己在家中睡觉，孙权果然生疑，不敢攻城而去。

### 蕭承之
南北朝劉宋元嘉初年，徙蕭承之為武烈將軍、濟南太守。元嘉七年（430年），右將軍到彥之北伐大敗，北魏乘勝進攻南朝宋青州各郡縣，其中魏將叔孫建領兵進攻濟南，蕭承之率數百人拒戰，擊退魏軍。及後魏軍聚集濟南城下，蕭承之使偃兵開城門，用空城計。部下諫道：「賊眾我寡，為何如此輕敵！」蕭承之道：「今日孤懸在外守着困逼的城池已是很危急的了，若果還繼續示弱必然會被他們攻陷，只應該以強勢應付。」魏軍疑有伏兵，遂引兵而去。

### 王思政
南北朝時西魏王思政初鎮弘農，東魏將軍劉豐生率軍推進至弘農城下，弘農守備鬆懈，敵人逼近。王思政「令開城門，解衣而臥」，並勉勵將士敵人不足畏。數日後東魏數千騎兵臨城下，見此情形，「憚之，不敢進，乃引軍還。」（《北史·王思政傳》）隨即王思政修理城池，積累糧草，大大加強弘農的防禦。

### 祖珽
北齊祖珽出任北徐州刺史，南朝陳軍來攻，祖珽「不閉城門，守陴者皆令下城靜坐，街巷禁斷人行，雞犬不聽鳴吠。」陳軍見狀，不明所以，懷疑是座空城，放鬆警戒。夜裡祖珽下令大叫，殺聲震天。「賊眾大驚，登時走散。」後來陳軍得知真相，捲土重來，祖珽已做好準備，大敗陳軍。（《北史·祖珽傳》）

### 李元軌
唐高祖李渊第十四子李元軌為定州刺史時，突厥來犯，元軌開城門偃旗息鼓。突厥疑惑，沒敢入城，於夜間遁走。（《舊唐書·李元軌傳》）

## 日本歷史

### 德川家康
德川家康於三方原之戰中戰敗後逃到濱松城，德川軍使用空城計，武田信玄軍見德川軍完全沒有防備，所有城門打開。武田信玄軍前線部隊還聽到鼓聲。信玄恐防有詐，下令停止攻擊。結果，家康安然無事，避過此劫。

## 小說虛構之空城計
「空城計」以《s:三國演義/第095回》「馬謖拒諫失街亭，武侯彈琴退仲達」的故事最廣為人知。蜀漢諸葛亮面對曹魏司馬懿大軍進襲，故意大開城門，坐在城上焚香操琴，讓司馬懿以為城內有伏兵，因而退兵。此紀錄源自晉人郭沖所寫《條亮五事》，但裴松之編寫的《三國志注》駁斥了此事，直指當年司馬懿應在宛城，不可能到街亭迎戰，因此後人大多認為此為虛構故事。
郭沖《條亮五事》事三 空城計
亮屯於陽平，遣魏延諸軍並兵東下，亮惟留萬人守城。晉宣帝率二十萬眾拒亮，而與延軍錯道，徑至前，當亮六十里所，偵候白宣帝說亮在城中兵少力弱。亮亦知宣帝垂至，已與相逼，欲前赴延軍，相去又遠，回跡反追，勢不相及，將士失色，莫知其計。亮意氣自若，敕軍中皆臥旗息鼓，不得妄出庵幔，又令大開四城門，埽地卻灑。宣帝常謂亮持重，而猥見勢弱，疑其有伏兵，於是引軍北趣山。明日食時，亮謂參佐拊手大笑曰：「司馬懿必謂吾怯，將有強伏，循山走矣。」候邏還白，如亮所言。宣帝後知，深以為恨。
翻譯
諸葛亮駐紮在陽平，派遣魏延等軍隊合兵向東，只留有一萬人守城。司馬懿親帥大軍二十萬抵擋諸葛亮，恰好與魏延軍隊錯道，直接開到陽平，距離諸葛亮六十里路時，其偵查哨兵說諸葛亮在城中兵少力弱。當時諸葛亮也獲知司馬懿馬上攻打陽平，大戰在前，考慮與魏延軍隊合兵，但是軍隊已經走遠，派人令軍隊回防，恐怕時間也來不及，將士失色，都不知道如何應對。諸葛亮神態自若，命令軍中都偃旗息鼓，不得妄出，又命令打開四方城門，出幾個人與城門前掃地。司馬懿經常說諸葛亮謹慎持重，但是很少見到其示弱，因此懷疑有伏兵，於是領軍向北依山而走。第二天吃飯的時候，諸葛亮與身邊的參謀說話時，拊手大笑，說「司馬懿必然認為我示弱，應該有埋伏，循山而逃」。等司馬懿的偵察兵回復情況稟報之，跟諸葛亮所言一致。後來司馬懿知曉後，非常後悔。

## 譯文
兵力空虛再故意顯示出不加防守的樣子，使敵人難以揣摩；在敵眾我寡的情況下，這種用兵之法顯得更加奇妙。
- 虛而虛之：我方兵力虛弱卻更顯虛弱，使敵方產生疑惑而不向我方發動攻勢。
- 實而虛之：我方兵力充足下顯出虛弱，使敵方認為我方虛弱，從而引誘敵方向我方主動攻擊，其實我方早有埋伏。
- 虛而實之：我方兵力虛弱下裝作強勢，使敵方產生疑惑，認為我方強勁，從而不向我方發動攻勢。